# Vùng đô thị Manila
Vùng Thủ đô Manila (tiếng Filipino: Kalakhang Maynila, Kamaynilaan) hay Vùng Thủ đô Quốc gia (tiếng Filipino: Pambansang Punong Rehiyon) hay Metro Manila là một vùng thủ đô bao gồm thành phố Manila và các khu vực xung quanh tại Philippines. Vùng bao gồm 16 thành phố là Manila, Caloocan, Las Piñas, Makati, Malabon, Mandaluyong, Marikina, Muntinlupa, Navotas, Pasay, Pasig, Parañaque, Quezon, San Juan, Taguig, Valenzuela—và đô thị tự trị Pateros. Nếu so sánh với quan điểm thông thường trên thế giới cũng như tại Việt Nam thì "Vùng" này tương tự như một thành phố thống nhất và 16 "thành phố" tương tự như các quận trực thuộc của thành phố đó. Diện tích của toàn "Vùng" chỉ là 638,55 km², bằng khoảng 1/5 diện tích của Hà Nội.
Vùng là trung tâm chính trị, kinh tế, văn hóa, xã hội và giáo dục của Philippines. Theo quy định, Manila là thủ đô trong khi toàn bộ Metro Manila là trụ sở của chính phủ Trung ương . Metro Manila chiếm 33% tổng GDP của toàn Philippines
Metro Manila là vùng đô thị đông dân nhất tại Philippines. Theo thống kê năm 2007, tổng dân số của Vùng là 11.553.427 người, chiếm 13% dân số toàn quốc. Nếu tính cả những khu vực ngoại thành thuộc quyền hành chính của các tỉnh liền kề, như Bulacan, Cavite, Laguna và Rizal thì dân số của Đại Manila sẽ lên tới khoảng 23 triệu người .

## Lịch sử

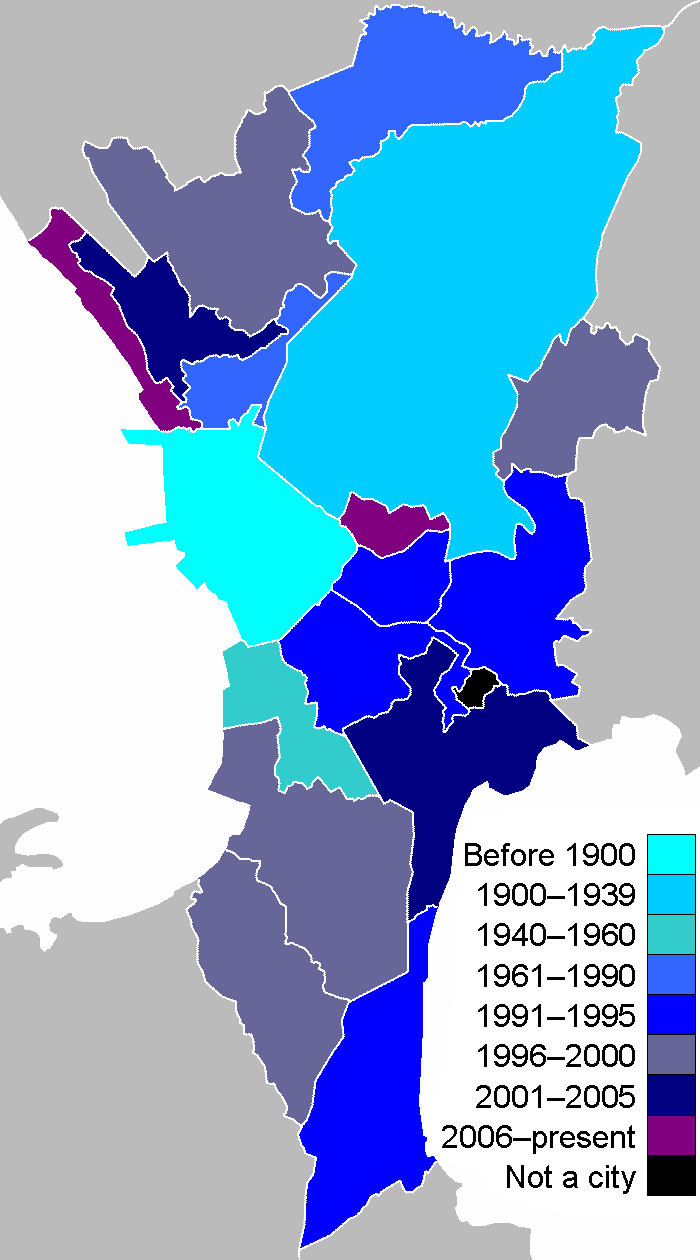
Các thành phố tại thuộc Metro Manila và năm được công nhận là thành phố (trừ Pateros)

Tên gọi Metro Manila được dùng nhiều bắt đầu từ những năm 1980 khi các thành phố mà nay trực thuộc Vùng đô thị vẫn là một phần của các tỉnh lân cận. Nhiều người ở bên ngoài khu vực đô thị, chủ yếu là những nơi khác ở Philippines thường đề cập đến Metro Manila giống như khi đề cập đến Manila. Tuy nhiên, nhiều cư dân của các thành phố lân cận này lại phản đối việc sử dụng tên "Manila". Nhu cầu phát triển đòi hỏi phải thống nhất về mặt quản lý đối với thủ đô Manila và toàn bộ vùng đô thị xung quanh và từ đó xuất hiện cái tên "Metro Manila". Năm 1995, Hội đồng Metro Manila trở thành Hội đồng Phát triển Vùng thủ đô Manila. Người đứng đầu cơ quan này do Tổng thông Philippines bổ nhiệm.

## Địa lý
Metro Manila nằm trên một eo đất giữa vịnh Manila ở phía tây và hồ Laguna de Bay ở phía đông nam và sông Pasig chảy từ hồ ra vịnh. Vùng giáp với các tỉnh Bulacan ở phía bắc, Rizal ở phía đông, Laguna ở phía nam và Cavite ở phía tây nam. Vùng đầm lầy phía tây eo đất của Vùng Thủ đô chủ yếu nằm trên dộ cao 10 m so với mặt biển, khu vực phía đông có độ cao tăng dần cho đến dãy núi Sierra Madre. 

## Khí hậu
Theo Phân loại khí hậu Köppen, có hai vùng khí hậu ở Metro Manila. Phần lớn khu vực có khí hậu khô và ướt nhiệt đới (Köppen là Aw hoạc As) trong khi phần đông bắc của khu vực nằm ở chân đồi Sierra Madre có khí hậu nhiệt đới gió mùa. Cùng với phần còn lại của Philippines, Manila nằm hoàn toàn trong vùng nhiệt đới. Vị trí với nhiệt đới có nghĩa là nhiệt độ nóng quanh năm, hiếm khi xuống dưới 15 °C or above 39 °C. Nhiệt độ cực trị dao động từ 14,4 °C vào ngày 11 tháng 1 năm 1914, tới tận 38.5 °C vào ngày 7 tháng 5 năm 1915.
Độ ẩm thường rất cao quanh năm. Manila có mùa khô rõ rệt từ tháng 12 đến tháng 4, và mùa ẩm tương đối dài bao gồm khoảng thời gian còn lại với nhiệt độ mát hơn một chút. Vào mùa mưa, hiếm khi mưa cả ngày, nhưng lượng mưa rất lớn trong thời gian ngắn. Typhoon thường xảy ra từ tháng 6 đến tháng 9.
| Dữ liệu khí hậu của Port Area, Manila (1981–2010, extremes 1885–2012) | Dữ liệu khí hậu của Port Area, Manila (1981–2010, extremes 1885–2012) | Dữ liệu khí hậu của Port Area, Manila (1981–2010, extremes 1885–2012) | Dữ liệu khí hậu của Port Area, Manila (1981–2010, extremes 1885–2012) | Dữ liệu khí hậu của Port Area, Manila (1981–2010, extremes 1885–2012) | Dữ liệu khí hậu của Port Area, Manila (1981–2010, extremes 1885–2012) | Dữ liệu khí hậu của Port Area, Manila (1981–2010, extremes 1885–2012) | Dữ liệu khí hậu của Port Area, Manila (1981–2010, extremes 1885–2012) | Dữ liệu khí hậu của Port Area, Manila (1981–2010, extremes 1885–2012) | Dữ liệu khí hậu của Port Area, Manila (1981–2010, extremes 1885–2012) | Dữ liệu khí hậu của Port Area, Manila (1981–2010, extremes 1885–2012) | Dữ liệu khí hậu của Port Area, Manila (1981–2010, extremes 1885–2012) | Dữ liệu khí hậu của Port Area, Manila (1981–2010, extremes 1885–2012) | Dữ liệu khí hậu của Port Area, Manila (1981–2010, extremes 1885–2012) |
| Tháng                                                                 | 1                                                                     | 2                                                                     | 3                                                                     | 4                                                                     | 5                                                                     | 6                                                                     | 7                                                                     | 8                                                                     | 9                                                                     | 10                                                                    | 11                                                                    | 12                                                                    | Năm                                                                   |
| --------------------------------------------------------------------- | --------------------------------------------------------------------- | --------------------------------------------------------------------- | --------------------------------------------------------------------- | --------------------------------------------------------------------- | --------------------------------------------------------------------- | --------------------------------------------------------------------- | --------------------------------------------------------------------- | --------------------------------------------------------------------- | --------------------------------------------------------------------- | --------------------------------------------------------------------- | --------------------------------------------------------------------- | --------------------------------------------------------------------- | --------------------------------------------------------------------- |
| Cao kỉ lục °C (°F)                                                    | 36.5 (97.7)                                                           | 35.6 (96.1)                                                           | 36.8 (98.2)                                                           | 38.0 (100.4)                                                          | 38.6 (101.5)                                                          | 37.6 (99.7)                                                           | 36.5 (97.7)                                                           | 35.6 (96.1)                                                           | 35.3 (95.5)                                                           | 35.8 (96.4)                                                           | 35.6 (96.1)                                                           | 34.6 (94.3)                                                           | 38.6 (101.5)                                                          |
| Trung bình ngày tối đa °C (°F)                                        | 29.6 (85.3)                                                           | 30.6 (87.1)                                                           | 32.1 (89.8)                                                           | 33.5 (92.3)                                                           | 33.2 (91.8)                                                           | 32.2 (90.0)                                                           | 31.2 (88.2)                                                           | 30.8 (87.4)                                                           | 31.0 (87.8)                                                           | 31.1 (88.0)                                                           | 30.9 (87.6)                                                           | 29.8 (85.6)                                                           | 31.3 (88.3)                                                           |
| Trung bình ngày °C (°F)                                               | 26.7 (80.1)                                                           | 27.4 (81.3)                                                           | 28.7 (83.7)                                                           | 30.1 (86.2)                                                           | 30.0 (86.0)                                                           | 29.3 (84.7)                                                           | 28.5 (83.3)                                                           | 28.3 (82.9)                                                           | 28.4 (83.1)                                                           | 28.4 (83.1)                                                           | 28.0 (82.4)                                                           | 27.0 (80.6)                                                           | 28.4 (83.1)                                                           |
| Tối thiểu trung bình ngày °C (°F)                                     | 23.8 (74.8)                                                           | 24.2 (75.6)                                                           | 25.3 (77.5)                                                           | 26.6 (79.9)                                                           | 26.9 (80.4)                                                           | 26.4 (79.5)                                                           | 25.9 (78.6)                                                           | 25.8 (78.4)                                                           | 25.7 (78.3)                                                           | 25.7 (78.3)                                                           | 25.1 (77.2)                                                           | 24.2 (75.6)                                                           | 25.5 (77.9)                                                           |
| Thấp kỉ lục °C (°F)                                                   | 14.5 (58.1)                                                           | 15.6 (60.1)                                                           | 16.2 (61.2)                                                           | 17.2 (63.0)                                                           | 20.0 (68.0)                                                           | 20.1 (68.2)                                                           | 19.4 (66.9)                                                           | 18.0 (64.4)                                                           | 20.2 (68.4)                                                           | 19.5 (67.1)                                                           | 16.8 (62.2)                                                           | 15.7 (60.3)                                                           | 14.5 (58.1)                                                           |
| Lượng mưa trung bình mm (inches)                                      | 17.3 (0.68)                                                           | 14.2 (0.56)                                                           | 15.8 (0.62)                                                           | 23.7 (0.93)                                                           | 147.2 (5.80)                                                          | 253.5 (9.98)                                                          | 420.5 (16.56)                                                         | 432.4 (17.02)                                                         | 355.1 (13.98)                                                         | 234.8 (9.24)                                                          | 121.7 (4.79)                                                          | 67.4 (2.65)                                                           | 2.103,6 (82.82)                                                       |
| Số ngày mưa trung bình (≥ 0.1 mm)                                     | 4                                                                     | 3                                                                     | 3                                                                     | 4                                                                     | 10                                                                    | 17                                                                    | 21                                                                    | 21                                                                    | 20                                                                    | 17                                                                    | 12                                                                    | 7                                                                     | 139                                                                   |
| Độ ẩm tương đối trung bình (%)                                        | 72                                                                    | 69                                                                    | 67                                                                    | 66                                                                    | 71                                                                    | 76                                                                    | 79                                                                    | 81                                                                    | 80                                                                    | 78                                                                    | 75                                                                    | 74                                                                    | 74                                                                    |
| Số giờ nắng trung bình tháng                                          | 177                                                                   | 198                                                                   | 226                                                                   | 258                                                                   | 223                                                                   | 162                                                                   | 133                                                                   | 133                                                                   | 132                                                                   | 158                                                                   | 153                                                                   | 152                                                                   | 2.105                                                                 |
| Nguồn 1: PAGASA                                                       |                                                                       |                                                                       |                                                                       |                                                                       |                                                                       |                                                                       |                                                                       |                                                                       |                                                                       |                                                                       |                                                                       |                                                                       |                                                                       |
| Nguồn 2: Viện khí tượng Đan Mạch (sun, 1931–1960)                     |                                                                       |                                                                       |                                                                       |                                                                       |                                                                       |                                                                       |                                                                       |                                                                       |                                                                       |                                                                       |                                                                       |                                                                       |                                                                       |

| Dữ liệu khí hậu của Pasay (Sân bay Quốc tế Ninoy Aquino) 1981–2010, extremes 1947–2012 | Dữ liệu khí hậu của Pasay (Sân bay Quốc tế Ninoy Aquino) 1981–2010, extremes 1947–2012 | Dữ liệu khí hậu của Pasay (Sân bay Quốc tế Ninoy Aquino) 1981–2010, extremes 1947–2012 | Dữ liệu khí hậu của Pasay (Sân bay Quốc tế Ninoy Aquino) 1981–2010, extremes 1947–2012 | Dữ liệu khí hậu của Pasay (Sân bay Quốc tế Ninoy Aquino) 1981–2010, extremes 1947–2012 | Dữ liệu khí hậu của Pasay (Sân bay Quốc tế Ninoy Aquino) 1981–2010, extremes 1947–2012 | Dữ liệu khí hậu của Pasay (Sân bay Quốc tế Ninoy Aquino) 1981–2010, extremes 1947–2012 | Dữ liệu khí hậu của Pasay (Sân bay Quốc tế Ninoy Aquino) 1981–2010, extremes 1947–2012 | Dữ liệu khí hậu của Pasay (Sân bay Quốc tế Ninoy Aquino) 1981–2010, extremes 1947–2012 | Dữ liệu khí hậu của Pasay (Sân bay Quốc tế Ninoy Aquino) 1981–2010, extremes 1947–2012 | Dữ liệu khí hậu của Pasay (Sân bay Quốc tế Ninoy Aquino) 1981–2010, extremes 1947–2012 | Dữ liệu khí hậu của Pasay (Sân bay Quốc tế Ninoy Aquino) 1981–2010, extremes 1947–2012 | Dữ liệu khí hậu của Pasay (Sân bay Quốc tế Ninoy Aquino) 1981–2010, extremes 1947–2012 | Dữ liệu khí hậu của Pasay (Sân bay Quốc tế Ninoy Aquino) 1981–2010, extremes 1947–2012 |
| Tháng                                                                                  | 1                                                                                      | 2                                                                                      | 3                                                                                      | 4                                                                                      | 5                                                                                      | 6                                                                                      | 7                                                                                      | 8                                                                                      | 9                                                                                      | 10                                                                                     | 11                                                                                     | 12                                                                                     | Năm                                                                                    |
| -------------------------------------------------------------------------------------- | -------------------------------------------------------------------------------------- | -------------------------------------------------------------------------------------- | -------------------------------------------------------------------------------------- | -------------------------------------------------------------------------------------- | -------------------------------------------------------------------------------------- | -------------------------------------------------------------------------------------- | -------------------------------------------------------------------------------------- | -------------------------------------------------------------------------------------- | -------------------------------------------------------------------------------------- | -------------------------------------------------------------------------------------- | -------------------------------------------------------------------------------------- | -------------------------------------------------------------------------------------- | -------------------------------------------------------------------------------------- |
| Cao kỉ lục °C (°F)                                                                     | 35.8 (96.4)                                                                            | 35.1 (95.2)                                                                            | 36.5 (97.7)                                                                            | 37.8 (100.0)                                                                           | 38.1 (100.6)                                                                           | 38.0 (100.4)                                                                           | 36.0 (96.8)                                                                            | 35.2 (95.4)                                                                            | 34.9 (94.8)                                                                            | 36.0 (96.8)                                                                            | 35.8 (96.4)                                                                            | 34.2 (93.6)                                                                            | 38.1 (100.6)                                                                           |
| Trung bình ngày tối đa °C (°F)                                                         | 30.2 (86.4)                                                                            | 31.0 (87.8)                                                                            | 32.5 (90.5)                                                                            | 34.1 (93.4)                                                                            | 33.8 (92.8)                                                                            | 32.5 (90.5)                                                                            | 31.3 (88.3)                                                                            | 30.8 (87.4)                                                                            | 31.0 (87.8)                                                                            | 31.1 (88.0)                                                                            | 31.1 (88.0)                                                                            | 30.2 (86.4)                                                                            | 31.6 (88.9)                                                                            |
| Trung bình ngày °C (°F)                                                                | 26.1 (79.0)                                                                            | 26.7 (80.1)                                                                            | 28.0 (82.4)                                                                            | 29.5 (85.1)                                                                            | 29.7 (85.5)                                                                            | 28.8 (83.8)                                                                            | 28.0 (82.4)                                                                            | 27.7 (81.9)                                                                            | 27.8 (82.0)                                                                            | 27.7 (81.9)                                                                            | 27.4 (81.3)                                                                            | 26.5 (79.7)                                                                            | 27.8 (82.0)                                                                            |
| Tối thiểu trung bình ngày °C (°F)                                                      | 22.0 (71.6)                                                                            | 22.5 (72.5)                                                                            | 23.6 (74.5)                                                                            | 25.0 (77.0)                                                                            | 25.5 (77.9)                                                                            | 25.1 (77.2)                                                                            | 24.6 (76.3)                                                                            | 24.6 (76.3)                                                                            | 24.6 (76.3)                                                                            | 24.3 (75.7)                                                                            | 23.7 (74.7)                                                                            | 22.7 (72.9)                                                                            | 24.0 (75.2)                                                                            |
| Thấp kỉ lục °C (°F)                                                                    | 14.8 (58.6)                                                                            | 14.6 (58.3)                                                                            | 16.0 (60.8)                                                                            | 18.7 (65.7)                                                                            | 19.1 (66.4)                                                                            | 20.0 (68.0)                                                                            | 18.3 (64.9)                                                                            | 17.4 (63.3)                                                                            | 19.1 (66.4)                                                                            | 18.0 (64.4)                                                                            | 17.2 (63.0)                                                                            | 16.3 (61.3)                                                                            | 14.6 (58.3)                                                                            |
| Lượng mưa trung bình mm (inches)                                                       | 6.8 (0.27)                                                                             | 4.2 (0.17)                                                                             | 4.0 (0.16)                                                                             | 16.0 (0.63)                                                                            | 70.4 (2.77)                                                                            | 265.2 (10.44)                                                                          | 316.7 (12.47)                                                                          | 418.4 (16.47)                                                                          | 255.2 (10.05)                                                                          | 283.4 (11.16)                                                                          | 99.0 (3.90)                                                                            | 28.6 (1.13)                                                                            | 1.767,8 (69.60)                                                                        |
| Số ngày mưa trung bình (≥ 0.1 mm)                                                      | 2                                                                                      | 1                                                                                      | 1                                                                                      | 1                                                                                      | 6                                                                                      | 14                                                                                     | 16                                                                                     | 19                                                                                     | 16                                                                                     | 14                                                                                     | 8                                                                                      | 3                                                                                      | 101                                                                                    |
| Độ ẩm tương đối trung bình (%)                                                         | 75                                                                                     | 72                                                                                     | 68                                                                                     | 67                                                                                     | 72                                                                                     | 77                                                                                     | 81                                                                                     | 83                                                                                     | 83                                                                                     | 80                                                                                     | 78                                                                                     | 76                                                                                     | 76                                                                                     |
| Nguồn: PAGASA                                                                          |                                                                                        |                                                                                        |                                                                                        |                                                                                        |                                                                                        |                                                                                        |                                                                                        |                                                                                        |                                                                                        |                                                                                        |                                                                                        |                                                                                        |                                                                                        |

| Dữ liệu khí hậu của Science Garden, Thành phố Quezon (1981–2010, extremes 1961–2012) | Dữ liệu khí hậu của Science Garden, Thành phố Quezon (1981–2010, extremes 1961–2012) | Dữ liệu khí hậu của Science Garden, Thành phố Quezon (1981–2010, extremes 1961–2012) | Dữ liệu khí hậu của Science Garden, Thành phố Quezon (1981–2010, extremes 1961–2012) | Dữ liệu khí hậu của Science Garden, Thành phố Quezon (1981–2010, extremes 1961–2012) | Dữ liệu khí hậu của Science Garden, Thành phố Quezon (1981–2010, extremes 1961–2012) | Dữ liệu khí hậu của Science Garden, Thành phố Quezon (1981–2010, extremes 1961–2012) | Dữ liệu khí hậu của Science Garden, Thành phố Quezon (1981–2010, extremes 1961–2012) | Dữ liệu khí hậu của Science Garden, Thành phố Quezon (1981–2010, extremes 1961–2012) | Dữ liệu khí hậu của Science Garden, Thành phố Quezon (1981–2010, extremes 1961–2012) | Dữ liệu khí hậu của Science Garden, Thành phố Quezon (1981–2010, extremes 1961–2012) | Dữ liệu khí hậu của Science Garden, Thành phố Quezon (1981–2010, extremes 1961–2012) | Dữ liệu khí hậu của Science Garden, Thành phố Quezon (1981–2010, extremes 1961–2012) | Dữ liệu khí hậu của Science Garden, Thành phố Quezon (1981–2010, extremes 1961–2012) |
| Tháng                                                                                | 1                                                                                    | 2                                                                                    | 3                                                                                    | 4                                                                                    | 5                                                                                    | 6                                                                                    | 7                                                                                    | 8                                                                                    | 9                                                                                    | 10                                                                                   | 11                                                                                   | 12                                                                                   | Năm                                                                                  |
| ------------------------------------------------------------------------------------ | ------------------------------------------------------------------------------------ | ------------------------------------------------------------------------------------ | ------------------------------------------------------------------------------------ | ------------------------------------------------------------------------------------ | ------------------------------------------------------------------------------------ | ------------------------------------------------------------------------------------ | ------------------------------------------------------------------------------------ | ------------------------------------------------------------------------------------ | ------------------------------------------------------------------------------------ | ------------------------------------------------------------------------------------ | ------------------------------------------------------------------------------------ | ------------------------------------------------------------------------------------ | ------------------------------------------------------------------------------------ |
| Cao kỉ lục °C (°F)                                                                   | 34.7 (94.5)                                                                          | 35.6 (96.1)                                                                          | 36.8 (98.2)                                                                          | 38.0 (100.4)                                                                         | 38.5 (101.3)                                                                         | 38.0 (100.4)                                                                         | 36.2 (97.2)                                                                          | 35.8 (96.4)                                                                          | 35.4 (95.7)                                                                          | 35.4 (95.7)                                                                          | 35.0 (95.0)                                                                          | 34.7 (94.5)                                                                          | 38.5 (101.3)                                                                         |
| Trung bình ngày tối đa °C (°F)                                                       | 30.6 (87.1)                                                                          | 31.7 (89.1)                                                                          | 33.4 (92.1)                                                                          | 35.0 (95.0)                                                                          | 34.7 (94.5)                                                                          | 33.1 (91.6)                                                                          | 31.9 (89.4)                                                                          | 31.3 (88.3)                                                                          | 31.6 (88.9)                                                                          | 31.6 (88.9)                                                                          | 31.4 (88.5)                                                                          | 30.5 (86.9)                                                                          | 32.2 (90.0)                                                                          |
| Trung bình ngày °C (°F)                                                              | 25.7 (78.3)                                                                          | 26.3 (79.3)                                                                          | 27.8 (82.0)                                                                          | 29.4 (84.9)                                                                          | 29.7 (85.5)                                                                          | 28.8 (83.8)                                                                          | 28.0 (82.4)                                                                          | 27.8 (82.0)                                                                          | 27.8 (82.0)                                                                          | 27.6 (81.7)                                                                          | 27.1 (80.8)                                                                          | 26.0 (78.8)                                                                          | 27.7 (81.9)                                                                          |
| Tối thiểu trung bình ngày °C (°F)                                                    | 20.8 (69.4)                                                                          | 20.9 (69.6)                                                                          | 22.1 (71.8)                                                                          | 23.7 (74.7)                                                                          | 24.7 (76.5)                                                                          | 24.6 (76.3)                                                                          | 24.1 (75.4)                                                                          | 24.2 (75.6)                                                                          | 24.0 (75.2)                                                                          | 23.5 (74.3)                                                                          | 22.7 (72.9)                                                                          | 21.6 (70.9)                                                                          | 23.1 (73.6)                                                                          |
| Thấp kỉ lục °C (°F)                                                                  | 15.5 (59.9)                                                                          | 15.1 (59.2)                                                                          | 14.9 (58.8)                                                                          | 17.2 (63.0)                                                                          | 17.8 (64.0)                                                                          | 18.1 (64.6)                                                                          | 17.7 (63.9)                                                                          | 17.8 (64.0)                                                                          | 20.0 (68.0)                                                                          | 18.6 (65.5)                                                                          | 15.6 (60.1)                                                                          | 15.1 (59.2)                                                                          | 14.9 (58.8)                                                                          |
| Lượng mưa trung bình mm (inches)                                                     | 18.5 (0.73)                                                                          | 14.6 (0.57)                                                                          | 24.8 (0.98)                                                                          | 40.4 (1.59)                                                                          | 186.7 (7.35)                                                                         | 316.5 (12.46)                                                                        | 493.3 (19.42)                                                                        | 504.2 (19.85)                                                                        | 451.2 (17.76)                                                                        | 296.6 (11.68)                                                                        | 148.8 (5.86)                                                                         | 78.7 (3.10)                                                                          | 2.574,4 (101.35)                                                                     |
| Số ngày mưa trung bình (≥ 0.1 mm)                                                    | 4                                                                                    | 3                                                                                    | 4                                                                                    | 5                                                                                    | 12                                                                                   | 18                                                                                   | 22                                                                                   | 23                                                                                   | 22                                                                                   | 18                                                                                   | 14                                                                                   | 8                                                                                    | 153                                                                                  |
| Độ ẩm tương đối trung bình (%)                                                       | 76                                                                                   | 73                                                                                   | 69                                                                                   | 67                                                                                   | 72                                                                                   | 79                                                                                   | 83                                                                                   | 84                                                                                   | 84                                                                                   | 83                                                                                   | 82                                                                                   | 79                                                                                   | 78                                                                                   |
| Nguồn: PAGASA                                                                        |                                                                                      |                                                                                      |                                                                                      |                                                                                      |                                                                                      |                                                                                      |                                                                                      |                                                                                      |                                                                                      |                                                                                      |                                                                                      |                                                                                      |                                                                                      |

## Chính quyền
Bản thân thành phố Manila là thủ đô quốc gia của Philippines. Vùng đô thị Manila lớn hơn là trụ sở chính phủ. Thương viện Philippines nằm ở thành phố Pasig và Hạ viện nằm ở thành phố Quezon.
Metro Manila là vùng nhỏ nhất trong các vùng của Philippines, nhưng lại là vùng đông dân nhất với dân số lên tới trên 11 triệu người trên một diện tích 638 km². Đây là vùng duy nhất tại Philippines mà không bao gồm các tỉnh mà chỉ bao gồm 16 thành phố và một khu đô thị tự trị:

## Kinh tế
Thành phố Makati là trung tâm tài chính và kinh tế của cả Metro Manila cũng như toàn Philippines, thành phố là nơi đặt trụ sở của nhều tập đoàn lớn nhất của Philippines như Tập đoàn các Công ty Ayala cũng như các ngân hàng chính của đất nước. Khu vực Makati được xây dựng trong khu vực gần Căn cứ Không quân Nielsen của Hoa Kỳ trong Chiến tranh thế giới thứ hai, đường băng của căn cứ này nay là những đường phố chính của thành phố.
Ortigas Center là khu thương mại quan trọng thứ hai tại Metro Manila, nằm trên địa giới của thành phố Mandaluyong và Pasig. Quận Binondo ở thành phố Manila là trung tâm thương mại truyền thống của người gốc Hoa và cũng là trung tâm thương mại quốc gia trước khi akati được phát triển.

## Nhân khẩu
Những người dân bản địa Tagalog đã sinh sống ở khu vực mà nay là Metro Manila. Các dân tộc bản địa khác của Philippines sau đó cũng đã di cư đến vùng đô thị, có thể kể đến như người Visayan, người Ilocos, người Bicolanos, người Kapampangan, người Pangasinan. Các nhóm bộ tộc như Igot hay Bajau cũng tới định cư trong vùng. Ngoài ra, vùng đô thị cũng có một số người gốc Hoa, Nhật hay gốc Ấn. Cũng có một số lượng đáng kể công dân Tây Ban Nha, Hoa Kỳ và Hàn Quốc sinh sống trong vùng đô thị.
Ngôn ngữ phổ biến nhất tại Metro Manila là tiếng Tagalog (94,34%). Tiếng Anh được sử dụng rộng rãi và là ngôn ngữ chính của tầng lớp thượng lưu hay trong thương mại. Tiếng Hoa được dạy trong các trường học của người gốc Hoa, ngoài ra một số ngôn ngữ bản địa khác của Philippines cũng được sử dụng cùng với những người di cư.
Tôn giáo chủ yếu tại Metro Manila là Công giáo La Mã (83%). Các tôn giáo khác bao gồm Tin Lành (5%), Hồi giáo (4,6%), Phật giáo (1%)  và Ấn Độ giáo.
Tôn giáo tại Vùng đô thị Manila

## Giáo dục
Năm 2008, Metro Manila có khoảng 511 trường tiểu học và 220 trường trung học . Ngoài ra còn có 81 cơ sở giáo dục cấp cao. Tỉ lệ biết chữ là 92,4% . Metro Manila đóng vai trò là trung tâm giáo dục của cả nước và nhiều sinh viên từ các tỉnh đến đây để học tập. Metro Manila cũng có nhiều trường tư của các cơ sở tôn giáo. Một số trường quốc tế cũng nằm trong địa giới hay nằm lân cận Metro Manila.